# Liste der Lieder von Die Ärzte

Logo der Band die ärzte

Die Liste der Lieder von Die Ärzte enthält alle veröffentlichten Lieder der Band Die Ärzte
aus den Jahren 1983 bis 2021.
In der Spalte Erstveröffentlichung ist das Album bzw. bei B-Seiten die Single angegeben, auf der der Titel
erstmals veröffentlicht wurde. Spätere Neuveröffentlichungen in anderen Versionen oder auf Best-of-Kompilationen
sind nicht berücksichtigt. Sind Samplerbeiträge später auch auf offiziellen die ärzte-Tonträgern erschienen, so
ist letzterer angegeben. Titel, die bisher ausschließlich auf Samplern veröffentlicht wurden, besitzen keine
Angabe zum Tonträger.
| Name                                                        | Erstveröffentlichung                                  | Jahr |
| ----------------------------------------------------------- | ----------------------------------------------------- | ---- |
| ♀                                                           | Das ist nicht die ganze Wahrheit...                   | 1988 |
| … und es regnet                                             | Im Schatten der Ärzte                                 | 1985 |
| 1, 2, 3, 4 - Bullenstaat!                                   | EP: 1,2,3,4 - Bullenstaat!                            | 1995 |
| 1/2 Lovesong                                                | 13                                                    | 1998 |
| 1 2xu (Lest die Prawda) (Cover)                             | EP: 1,2,3,4 - Bullenstaat!                            | 1995 |
| 2000 Mädchen                                                | Ist das alles?                                        | 1987 |
| 25 Stunden am Tag (Cover)                                   | Single: Mach die Augen zu                             | 1993 |
| 3-Tage-Bart                                                 | Le Frisur                                             | 1996 |
| Abschied                                                    | Single: Drei Mann - Zwei Songs                        | 2019 |
| Achtung: Bielefeld                                          | Hell                                                  | 2020 |
| Alle auf Brille                                             | Hell                                                  | 2020 |
| Allein                                                      | Jazz ist anders                                       | 2007 |
| Alleine in der Nacht                                        | Die Ärzte                                             | 1986 |
| Alles                                                       | Im Schatten der Ärzte                                 | 1985 |
| Alles für dich                                              | Single: Rebell                                        | 1999 |
| Alles so einfach                                            | Runter mit den Spendierhosen, Unsichtbarer!           | 2000 |
| Als ich den Punk erfand...                                  | Geräusch                                              | 2003 |
| Am Ende meines Körpers                                      | Le Frisur                                             | 1996 |
| A-Moll                                                      | 5, 6, 7, 8 – Bullenstaat!                             | 2001 |
| Analyzer Smith                                              | Single: Quark / Revolution                            | 1994 |
| Anastasia                                                   | Dunkel                                                | 2021 |
| Anders als beim letzten Mal                                 | Geräusch                                              | 2003 |
| Angeber                                                     | 13                                                    | 1998 |
| Angekumpelt                                                 | auch                                                  | 2012 |
| Angriff der Fett-Teenager                                   | Seitenhirsch                                          | 2018 |
| Anneliese Schmidt                                           | Single: Zu schön um wahr zu sein                      | 1983 |
| Anti                                                        | Dunkel                                                | 2021 |
| Anti-Zombie                                                 | Geräusch                                              | 2003 |
| Ärzte-Theme                                                 | Debil                                                 | 1984 |
| Attack Of The Fat Teenagers                                 | Seitenhirsch                                          | 2018 |
| Aus dem Tagebuch eines Amokläufers                          | Single: Unrockbar                                     | 2003 |
| Auserzählt                                                  | Single: Noise                                         | 2021 |
| Außerirdische                                               | Das ist nicht die ganze Wahrheit …                    | 1988 |
| B.S.L.                                                      | Planet Punk                                           | 1995 |
| Baby                                                        | Runter mit den Spendierhosen, Unsichtbarer!           | 2000 |
| Baby, ich tu’s                                              | Das ist nicht die ganze Wahrheit …                    | 1988 |
| Backpfeifengesicht                                          | Single: Rebell                                        | 1999 |
| Bang Bang (instrumental)                                    | Seitenhirsch                                          | 2018 |
| Besser                                                      | Dunkel                                                | 2021 |
| Besserwisserboy                                             | Geräusch                                              | 2003 |
| Bettmagnet                                                  | auch                                                  | 2012 |
| BGS (Cover)                                                 | EP: 1,2,3,4 - Bullenstaat!                            | 1995 |
| Biergourmet                                                 | 5, 6, 7, 8 – Bullenstaat!                             | 2001 |
| Bingo Lady 2.0                                              | Seitenhirsch                                          | 2018 |
| Bitte bitte                                                 | Das ist nicht die ganze Wahrheit …                    | 1988 |
| Blumen                                                      | Das ist nicht die ganze Wahrheit …                    | 1988 |
| Bravopunks                                                  | 5, 6, 7, 8 – Bullenstaat!                             | 2001 |
| Breit                                                       | Jazz ist anders                                       | 2007 |
| Brigitte                                                    | Seitenhirsch                                          | 2018 |
| Buddy Holly’s Brille                                        | Im Schatten der Ärzte                                 | 1985 |
| Bullenschwein                                               | 5, 6, 7, 8 – Bullenstaat!                             | 2001 |
| Chanson d’Albert                                            | Single: 3-Tage-Bart                                   | 1996 |
| Chile 3                                                     | 5, 6, 7, 8 – Bullenstaat!                             | 2001 |
| Claudia hat ’nen Schäferhund                                | Debil                                                 | 1984 |
| Claudia II                                                  | Ab 18                                                 | 1987 |
| Claudia III                                                 | Nach uns die Sintflut                                 | 1988 |
| Claudia (Teil 95)                                           | Die Bestie in Menschengestalt                         | 1993 |
| Close Your Eyes Again                                       | Seitenhirsch                                          | 2018 |
| Clown aus dem Hospiz                                        | Hell                                                  | 2020 |
| Come With Me                                                | Doktorspiele Studio’n’Live                            | 2001 |
| Cops Underwater                                             | 5, 6, 7, 8 – Bullenstaat!                             | 2001 |
| Cpt. Metal                                                  | auch                                                  | 2012 |
| Danach                                                      | Dunkel                                                | 2021 |
| Danke für jeden guten Morgen (Cover)                        | Single: 1/2 Lovesong                                  | 1998 |
| Das darfst du                                               | auch                                                  | 2012 |
| Das finde ich gut                                           | auch                                                  | 2012 |
| Das ist Rock’n’Roll                                         | Single: Ich ess’ Blumen                               | 1988 |
| Das letzte Lied des Sommers                                 | Hell                                                  | 2020 |
| Das schönste Lied der Welt                                  | Single: Junge                                         | 2007 |
| Dauerwelle vs. Minipli                                      | Le Frisur                                             | 1996 |
| Dein Vampyr                                                 | Im Schatten der Ärzte                                 | 1985 |
| Deine Freundin (wäre mir zu anstrengend)                    | Jazz ist anders                                       | 2007 |
| Deine Schuld                                                | Geräusch                                              | 2003 |
| Der Afro von Paul Breitner                                  | Le Frisur                                             | 1996 |
| Der Graf                                                    | 13                                                    | 1998 |
| Der Grund                                                   | Geräusch                                              | 2003 |
| Der Infant                                                  | 13                                                    | 1998 |
| Der lustige Astronaut                                       | EP: Uns geht’s prima…                                 | 1984 |
| Der Misanthrop                                              | Planet Punk                                           | 1995 |
| Der Optimist                                                | Runter mit den Spendierhosen, Unsichtbarer!           | 2000 |
| Der Ritt auf dem Schmetterling (Instrumental)               | Single: Der Ritt auf dem Schmetterling (Instrumental) | 1988 |
| Der Tag                                                     | Geräusch                                              | 2003 |
| Deutschland verdrecke                                       | 5, 6, 7, 8 – Bullenstaat!                             | 2001 |
| Deutschrockgirl                                             | Die Bestie in Menschengestalt                         | 1993 |
| Die Allerschürfste                                          | Die Bestie in Menschengestalt                         | 1993 |
| Die Antwort bist du                                         | Im Schatten der Ärzte                                 | 1985 |
| Die Ärzte                                                   |                                                       | 2002 |
| Die Banane                                                  | Planet Punk                                           | 1995 |
| Die Einsamkeit des Würstchens                               | Die Ärzte früher!                                     | 1989 |
| Die ewige Maitresse                                         | Jazz ist anders                                       | 2007 |
| Die Hard                                                    | auch                                                  | 2012 |
| Die Instrumente des Orchesters                              | Single: Wie es geht                                   | 2000 |
| Die klügsten Männer der Welt                                | Geräusch                                              | 2003 |
| Die Nacht                                                   | Geräusch                                              | 2003 |
| Die traurige Ballade von Susi Spakowski                     | Planet Punk                                           | 1995 |
| Die Wahrheit über Mädchen                                   | Seitenhirsch                                          | 2018 |
| Die Welt ist schlecht                                       | Single: Yoko Ono                                      | 2001 |
| Die Wiking-Jugend hat mein Mädchen entführt (Cover)         | Single: Friedenspanzer                                | 1994 |
| Dinge von denen                                             | Geräusch                                              | 2003 |
| Dir                                                         | Runter mit den Spendierhosen, Unsichtbarer!           | 2000 |
| Dobly                                                       | Single: Noise                                         | 2021 |
| Dolannes Melodie                                            | Single: Unrockbar                                     | 2003 |
| Doof                                                        | Dunkel                                                | 2021 |
| Dos Corazones                                               | Die Bestie in Menschengestalt                         | 1993 |
| Drei Mann - Zwei Songs                                      |                                                       |      |
| Dumme Sache                                                 | Seitenhirsch                                          | 2018 |
| Dunkel                                                      | Dunkel                                                | 2021 |
| Du bist nicht mein Freund                                   | Single: Ein Schwein namens Männer                     | 1998 |
| Du und ich und Walter                                       | Seitenhirsch                                          | 2018 |
| Du willst mich küssen                                       | Im Schatten der Ärzte                                 | 1985 |
| Eine Frage der Ehre                                         | Single: Hurra                                         | 1995 |
| Ein Haufen Gebrösel in D-Moll (Tour-Tour-Intro)             | Single: Quark / Revolution                            | 1994 |
| Ein Lächeln (für jeden Tag deines Lebens)                   | Single: Ein Schwein namens Männer                     | 1998 |
| Ein Lied für dich                                           | 13                                                    | 1998 |
| Ein Lied für Jetzt                                          | Single: Ein Lied für Jetzt                            | 2020 |
| Ein Lied gegen Zensur                                       | Doktorspiele Studio’n’Live                            | 2001 |
| Ein Lied über Zensur                                        | Single: 1/2 Lovesong                                  | 1998 |
| Ein Mann                                                    | Geräusch                                              | 2003 |
| Ein Mann mit Gipsbein                                       | Seitenhirsch                                          | 2018 |
| Ein Schwein namens Männer                                   | They’ve Given Me Schrott! - Die Outtakes              | 1998 |
| Ein Sommer nur für mich                                     | Runter mit den Spendierhosen, Unsichtbarer!           | 2000 |
| Eine Frage der Ehre                                         | Hurra                                                 | 1995 |
| Einmal ein Bier                                             | Hell                                                  | 2020 |
| Einschlag                                                   | Dunkel                                                | 2021 |
| Ekelpack                                                    | Die Ärzte früher!                                     | 1989 |
| El Cattivo                                                  | Debil                                                 | 1984 |
| Elektrobier                                                 | 5, 6, 7, 8 – Bullenstaat!                             | 2001 |
| Elke                                                        | Das ist nicht die ganze Wahrheit …                    | 1988 |
| Endstück                                                    | Single: M&F                                           | 2012 |
| Erhaben                                                     | Dunkel                                                | 2021 |
| Erklärung                                                   | Le Frisur                                             | 1996 |
| Erna P.                                                     | Single: Paul                                          | 1984 |
| Eva Braun                                                   | Seitenhirsch                                          | 2018 |
| Ewige Blumenkraft                                           | Single: Für immer                                     | 1986 |
| E.V.J.M.F.                                                  | Hell                                                  | 2020 |
| FaFaFa                                                      | Die Bestie in Menschengestalt                         | 1993 |
| Felicita                                                    | Single: Schrei nach Liebe                             | 1993 |
| Fexxo Cigol                                                 | Hell                                                  | 2020 |
| Fiasko                                                      | auch                                                  | 2012 |
| Frank’n’stein                                               | Debil                                                 | 1984 |
| Freundschaft ist Kunst                                      | auch                                                  | 2012 |
| Friedenspanzer                                              | Die Bestie in Menschengestalt                         | 1993 |
| Frühjahrsputz                                               | Die Ärzte                                             | 2020 |
| Für immer                                                   | Die Ärzte                                             | 1986 |
| Für uns                                                     | Die Bestie in Menschengestalt                         | 1993 |
| Füße vom Tisch                                              | Devil                                                 | 2005 |
| Gabi gibt ’ne Party                                         | Single: Bitte, bitte                                  | 1989 |
| Gabi ist pleite                                             | Single: Radio brennt                                  | 1988 |
| Gabi und Uwe in: Liebe und Frieden                          | Das Beste von kurz nach früher bis jetze              | 1994 |
| Geboren zu verlieren                                        | 5, 6, 7, 8 – Bullenstaat!                             | 2001 |
| Gehirn-Stürm                                                | Die Bestie in Menschengestalt                         | 1993 |
| Geh mit mir                                                 | Planet Punk                                           | 1995 |
| Gehn wie ein Ägypter (Cover)                                | Ist das alles?                                        | 1987 |
| Geisterhaus                                                 | Geräusch                                              | 2003 |
| Geld                                                        | Runter mit den Spendierhosen, Unsichtbarer!           | 2000 |
| Generation Ä                                                | Single: M&F                                           | 2012 |
| German Punks                                                | Seitenhirsch                                          | 2018 |
| Geschwisterliebe                                            | Die Ärzte                                             | 1986 |
| Gib mir nichts                                              | They’ve Given Me Schrott! - Die Outtakes              | 1983 |
| Gib mir Zeit                                                | Runter mit den Spendierhosen, Unsichtbarer!           | 2000 |
| Goldenes Handwerk                                           | 13                                                    | 1998 |
| Grace Kelly                                                 | Single: Zu schön um wahr zu sein                      | 1983 |
| Grau                                                        | 13                                                    | 1998 |
| Grotesksong                                                 | 13                                                    | 1998 |
| Gute Nacht                                                  | Single: Teenager Liebe                                | 1989 |
| Gute Zeit                                                   | Das ist nicht die ganze Wahrheit …                    | 1988 |
| Haar                                                        | Le Frisur                                             | 1996 |
| Hair Today, Gone Tomorrow                                   | Le Frisur                                             | 1996 |
| Halsabschneider                                             | Single: Wie es geht                                   | 2000 |
| Hände innen                                                 | Geräusch                                              | 2003 |
| Hass auf Bier                                               | 5, 6, 7, 8 – Bullenstaat!                             | 2001 |
| Helgoland                                                   | They’ve Given Me Schrott! - Die Outtakes              | 1985 |
| Helmut K.                                                   | Ab 18                                                 | 1987 |
| Herrliche Jahre                                             | Runter mit den Spendierhosen, Unsichtbarer!           | 2000 |
| Heulerei                                                    | Jazz ist anders                                       | 2007 |
| Hey Huh (in Scheiben)                                       | Die Bestie in Menschengestalt                         | 1993 |
| Himmelblau                                                  | Jazz ist anders                                       | 2007 |
| HimmelblauPerfektBreit                                      | Maxi CD: HimmelblauPerfektBreit                       | 2009 |
| Hurra                                                       | Planet Punk                                           | 1995 |
| Ich bin ein Punk                                            | 5, 6, 7, 8 – Bullenstaat!                             | 2001 |
| Ich bin glücklich                                           | 5, 6, 7, 8 – Bullenstaat!                             | 2001 |
| Ich bin reich                                               | Die Ärzte                                             | 1986 |
| Ich bin wild                                                | Nach uns die Sintflut                                 | 1988 |
| Ich ess’ Blumen                                             | Das ist nicht die ganze Wahrheit...                   | 1988 |
| Ich weiß nicht (ob es Liebe ist)                            | Im Schatten der Ärzte                                 | 1985 |
| Ich will dich                                               | Das ist nicht die ganze Wahrheit …                    | 1988 |
| Ich, am Strand                                              | Hell                                                  | 2020 |
| Ignorama                                                    | 13                                                    | 1998 |
| I Hate Hitler (Cover)                                       | EP: 1,2,3,4 - Bullenstaat!                            | 1995 |
| I Laugh If You Die                                          | Seitenhirsch                                          | 2018 |
| Ihr Helden (Cover)                                          | EP: 1,2,3,4 - Bullenstaat!                            | 1995 |
| In den See! Mit einem Gewicht an den Füßen!                 | Single: 3-Tage-Bart                                   | 1996 |
| Inntro                                                      | Die Bestie in Menschengestalt                         | 1993 |
| Is ja irre                                                  | Single: Ein Song namens Schunder                      | 1995 |
| Ist das alles?                                              | Die Ärzte                                             | 1986 |
| Ist das noch Punkrock?                                      | auch                                                  | 2012 |
| Ja                                                          | Seitenhirsch                                          | 2018 |
| Ja (Demo)                                                   | Single: Schrei nach Liebe                             | 1993 |
| Jag älskar Sverige!                                         | Geräusch                                              | 2003 |
| Jenseits von Eden (Cover)                                   | Die Ärzte                                             | 1986 |
| Junge                                                       | Jazz ist anders                                       | 2007 |
| Käfer                                                       | Im Schatten der Ärzte                                 | 1985 |
| Kamelralley                                                 | Debil                                                 | 1984 |
| Kann es sein?                                               | Runter mit den Spendierhosen, Unsichtbarer!           | 2000 |
| Kaperfahrt                                                  | Le Frisur                                             | 1996 |
| Kein Problem (Cover)                                        | EP: 1,2,3,4 - Bullenstaat!                            | 1995 |
| Kerngeschäft                                                | Dunkel                                                | 2021 |
| KFM                                                         | Dunkel                                                | 2021 |
| Killing Joke                                                | 5, 6, 7, 8 – Bullenstaat!                             | 2001 |
| Klaus, Peter, Willi und Petra                               |                                                       | 2020 |
| Knäckebrot                                                  | Seitenhirsch                                          | 2018 |
| Knüppelbullendub                                            | 5, 6, 7, 8 – Bullenstaat!                             | 2001 |
| Komm zu Papa                                                | Single: Lasse redn                                    | 2008 |
| Komm zurück                                                 | Das ist nicht die ganze Wahrheit …                    | 1988 |
| Kontovollmacht …                                            | Single: Unrockbar                                     | 2003 |
| Kopfhaut                                                    | EP: Uns geht’s prima…                                 | 1984 |
| Kopfüber in die Hölle                                       | Die Bestie in Menschengestalt                         | 1993 |
| Kpt. Blaubär (Extended Version)                             | Single: Wie es geht                                   | 2000 |
| Kraft                                                       | Dunkel                                                | 2021 |
| Kujira wo sukue                                             |                                                       | 2007 |
| Lady                                                        | 13                                                    | 1998 |
| Langweilig                                                  | Planet Punk                                           | 1995 |
| Las Vegas                                                   | Runter mit den Spendierhosen, Unsichtbarer!           | 2000 |
| Lasse redn                                                  | Jazz ist anders                                       | 2007 |
| Leben vor dem Tod                                           | Hell                                                  | 2020 |
| Leichenhalle                                                | Runter mit den Spendierhosen, Unsichtbarer!           | 2000 |
| Let’s Go Too Far                                            | Seitenhirsch                                          | 2018 |
| Licht am Ende des Sarges                                    | Jazz ist anders                                       | 2007 |
| Liebe gegen Rechts                                          | Hell                                                  | 2020 |
| Liebe und Schmerz                                           | 13                                                    | 1998 |
| Lieber Tee                                                  | Die Bestie in Menschengestalt                         | 1993 |
| Lied vom Scheitern                                          | Jazz ist anders                                       | 2007 |
| Living Hell                                                 | Jazz ist anders                                       | 2007 |
| Lohn der Lehre                                              | Single: Waldspaziergang mit Folgen/Sohn der Leere     | 2013 |
| Look, Don’t Touch                                           | Le Frisur                                             | 1996 |
| Love & Pain                                                 | Seitenhirsch                                          | 2018 |
| Lovepower                                                   | Geräusch                                              | 2003 |
| M&F                                                         | auch                                                  | 2012 |
| Mach die Augen zu                                           | Die Bestie in Menschengestalt                         | 1993 |
| Mädchen                                                     | Debil                                                 | 1984 |
| Madonnas Dickdarm                                           | Nach uns die Sintflut                                 | 1988 |
| Manchmal haben Frauen …                                     | Runter mit den Spendierhosen, Unsichtbarer!           | 2000 |
| Männer sind Schweine                                        | 13                                                    | 1998 |
| Matthäus 1:5:0                                              | Single: Manchmal haben Frauen …                       | 2000 |
| Mc Donalds                                                  | 5, 6, 7, 8 – Bullenstaat!                             | 2001 |
| Medusa-Man (Serienmörder Ralf)                              | Le Frisur                                             | 1996 |
| Mein Baby war beim Frisör                                   | Le Frisur                                             | 1996 |
| Mein Freund Michael                                         | Planet Punk                                           | 1995 |
| Mein kleiner Liebling                                       | EP: Uns geht’s prima…                                 | 1983 |
| Meine Ex(plodierte Freundin)                                | Planet Punk                                           | 1995 |
| Meine Freunde                                               | 13                                                    | 1998 |
| Menschen                                                    | Dunkel                                                | 2021 |
| Methan                                                      | Single: Manchmal haben Frauen …                       | 2000 |
| Micha                                                       | Debil                                                 | 1984 |
| Miststück                                                   | auch                                                  | 2012 |
| Mit dem Schwert nach Polen, warum René?                     | Die Bestie in Menschengestalt                         | 1993 |
| Mondo Bondage                                               | Runter mit den Spendierhosen, Unsichtbarer!           | 2000 |
| Monika                                                      | Le Frisur                                             | 1996 |
| Monsterparty                                                | Rock ’n’ Roll Realschule                              | 2002 |
| Morgens Pauken                                              | Hell                                                  | 2020 |
| Motherfucker 666                                            | Le Frisur                                             | 1996 |
| Mr. Sexpistols                                              | Debil                                                 | 1984 |
| Mutig                                                       | Single: zeiDverschwÄndung                             | 2012 |
| Mysteryland                                                 | Die Ärzte                                             | 1986 |
| N 48.3                                                      | Runter mit den Spendierhosen, Unsichtbarer!           | 2000 |
| Nachmittag                                                  | Dunkel                                                | 2021 |
| Namen vergessen (Cover)                                     | Single: Rockgiganten vs. Straßenköter                 | 1996 |
| Nazareth                                                    | Planet Punk                                           | 1995 |
| Nein, nein, nein                                            | Single: 2000 Mädchen                                  | 1987 |
| Nicht allein                                                | Geräusch                                              | 2003 |
| Nichts gesehen                                              | Single: Lied vom Scheitern                            | 2008 |
| Nichts in der Welt                                          | Geräusch                                              | 2003 |
| NichtWissen                                                 | Geräusch                                              | 2003 |
| Nie gesagt                                                  | 13                                                    | 1998 |
| Nie wieder Krieg, nie mehr Las Vegas!                       | 13                                                    | 1998 |
| Niedliches Liebeslied                                       | Jazz ist anders                                       | 2007 |
| Nimm es wie ein Mann                                        | Jazz ist anders                                       | 2007 |
| No Future (Ohne neue Haarfrisur)                            | Le Frisur                                             | 1996 |
| No Secrets                                                  | Seitenhirsch                                          | 2018 |
| Noise                                                       | Dunkel                                                | 2021 |
| Norma Jean                                                  | Seitenhirsch                                          | 2018 |
| Nur einen Kuss                                              | Jazz ist anders                                       | 2007 |
| Nur geträumt (Cover)                                        | Seitenhirsch                                          | 2018 |
| Ohne dich                                                   | Das ist nicht die ganze Wahrheit …                    | 1988 |
| Omaboy                                                      | Die Bestie in Menschengestalt                         | 1993 |
| Onprangering                                                | Runter mit den Spendierhosen, Unsichtbarer!           | 2000 |
| Opfer                                                       | Planet Punk                                           | 1995 |
| Our Bass Player Hates This Song                             | Dunkel                                                | 2021 |
| Ouvertüre zum besten Konzert der Welt                       | Nach uns die Sintflut                                 | 1988 |
| Party stinkt                                                | 13                                                    | 1998 |
| Paul                                                        | Debil                                                 | 1984 |
| Perfekt                                                     | Jazz ist anders                                       | 2007 |
| Perfekthimmelblaubreit                                      |                                                       |      |
| Peter Parker                                                | Seitenhirsch                                          | 2018 |
| Piercing                                                    | Geräusch                                              | 2003 |
| Plan B                                                      | Hell                                                  | 2020 |
| Polyester                                                   | Hell                                                  | 2020 |
| Popstar                                                     | Das ist nicht die ganze Wahrheit …                    | 1988 |
| Poser, Du bist ein...                                       | Single: Wie es geht                                   | 2000 |
| Powerlove                                                   | Single: Dinge von denen                               | 2003 |
| Pro-Zombie                                                  | Geräusch                                              | 2003 |
| Punk ist...                                                 | 13                                                    | 1998 |
| Punkbabies                                                  | 5, 6, 7, 8 – Bullenstaat!                             | 2001 |
| Punkrockgirl                                                | Single: Mach die Augen zu                             | 1993 |
| Quadrophenia                                                | Single: zeiDverschwÄndung                             | 2012 |
| Quark                                                       | Die Bestie in Menschengestalt                         | 1993 |
| Rache                                                       | 5, 6, 7, 8 – Bullenstaat!                             | 2001 |
| Radio brennt                                                | Ist das alles?                                        | 1987 |
| Radio Rap                                                   | Nach uns die Sintflut                                 | 1988 |
| Rebell                                                      | 13                                                    | 1998 |
| Red mit mir                                                 | Planet Punk                                           | 1995 |
| Regierung                                                   | Single: Ein Song namens Schunder                      | 1995 |
| Rennen nicht laufen!                                        | Im Schatten der Ärzte                                 | 1985 |
| Requiem für Nossek                                          | Doktorspiele Studio’n’Live                            | 2001 |
| Rettet die Wale                                             | Single: Manchmal haben Frauen …                       | 2000 |
| Revolution ’94                                              | Das Beste von kurz nach früher bis jetze              | 1994 |
| Richtig schön evil                                          | Geräusch                                              | 2003 |
| Rock Rendezvous                                             | Runter mit den Spendierhosen, Unsichtbarer!           | 2000 |
| Rockabilly Peace                                            | 5, 6, 7, 8 – Bullenstaat!                             | 2001 |
| Rockabilly War                                              | 5, 6, 7, 8 – Bullenstaat!                             | 2001 |
| Rock’n’Roll Übermensch                                      | Runter mit den Spendierhosen, Unsichtbarer!           | 2000 |
| Rod Army                                                    | Single: Goldenes Handwerk                             | 1998 |
| Rod Loves You                                               | Planet Punk                                           | 1995 |
| Roter Minirock                                              | Debil                                                 | 1984 |
| Rückkehr                                                    | Single: Drei Mann - Zwei Songs                        | 2019 |
| Ruhig angehn                                                | Geräusch                                              | 2003 |
| Rumhängen (Cover)                                           | Single: Rockgiganten vs. Straßenköter                 | 1996 |
| Sahnie (Ein bisschen schwierig so)                          | Seitenhirsch                                          | 2018 |
| Samen im Darm (Cover)                                       | EP: 1,2,3,4 - Bullenstaat!                            | 1995 |
| Saufen                                                      | Single: Ein Schwein namens Männer                     | 1998 |
| Scheißtyp                                                   | Debil                                                 | 1984 |
| Schlaflied                                                  | Debil                                                 | 1984 |
| Schlechte Noten                                             |                                                       | 1990 |
| Schlimm                                                     | Single: 1/2 Lovesong                                  | 1998 |
| Schneller leben                                             | Geräusch                                              | 2003 |
| Schopenhauer                                                | Die Bestie in Menschengestalt                         | 1993 |
| Schrei                                                      | Dunkel                                                | 2021 |
| Schrei nach Liebe                                           | Die Bestie in Menschengestalt                         | 1993 |
| Schritte                                                    | Single: Schritte                                      | 2021 |
| Schuldselber                                                | Single: Dunkel                                        | 2022 |
| Schunder-Song                                               | Planet Punk                                           | 1995 |
| Schwanz ab                                                  | Das ist nicht die ganze Wahrheit …                    | 1988 |
| Schweigen                                                   | Dunkel                                                | 2021 |
| Sex Me, Baby                                                | Single: Hurra                                         | 1995 |
| Shit Piece                                                  |                                                       | 2000 |
| Sie hacken auf mir rum                                      | Solo                                                  | 1997 |
| Sie kratzt, sie stinkt, sie klebt                           | Ab 18                                                 | 1987 |
| Sie tun es                                                  | Single: Zu spät                                       | 1988 |
| Siegerin                                                    | Das ist nicht die ganze Wahrheit …                    | 1988 |
| Smash The System, Fuck The Police                           | Seitenhirsch                                          | 2018 |
| So froh (Cover)                                             | EP: 1,2,3,4 - Bullenstaat!                            | 1995 |
| Sohn der Leere                                              | auch                                                  | 2012 |
| Sommer, Palmen, Sonnenschein                                | EP: Uns geht’s prima…                                 | 1983 |
| Sprüche                                                     | Nach uns die Sintflut                                 | 1988 |
| Sprüche II                                                  | Wir wollen nur deine Seele                            | 1999 |
| Sprüche III                                                 | Single: Die klügsten Männer der Welt                  | 2004 |
| Stand By Your Man                                           | Doktorspiele Studio’n’Live                            | 2001 |
| Staub (Aka 13!)                                             | Seitenhirsch                                          | 2018 |
| Stick It Out / What’s The Ugliest Part Of Your Body (Cover) | Single: Friedenspanzer                                | 1994 |
| Straight outta Bückeburg                                    | Le Frisur                                             | 1996 |
| Studentenmädchen                                            | 5, 6, 7, 8 – Bullenstaat!                             | 2001 |
| Super Drei                                                  | Planet Punk                                           | 1995 |
| Superman                                                    | Seitenhirsch                                          | 2018 |
| Sweet sweet Gwendoline                                      | Die Ärzte                                             | 1986 |
| System                                                      | Geräusch                                              | 2003 |
| T-Error                                                     | Geräusch                                              | 2003 |
| Tamagotchi                                                  | auch                                                  | 2012 |
| TCR                                                         | auch                                                  | 2012 |
| Techno ist die Hölle, mein Sohn                             | Seitenhirsch                                          | 2018 |
| Teddybär                                                    | Single: Zu schön um wahr zu sein                      | 1983 |
| Teenager Liebe                                              | Single: Zu schön um wahr zu sein                      | 1983 |
| That’s Punkrock                                             | 5, 6, 7, 8 – Bullenstaat!                             | 2001 |
| That’s What I Like About You                                | Doktorspiele Studio’n’Live                            | 2001 |
| This Girl Was Made For Loving                               | Doktorspiele Studio’n’Live                            | 2001 |
| Thor                                                        | Hell                                                  | 2020 |
| Tittenfetischisten (Cover)                                  | EP: 1,2,3,4 - Bullenstaat!                            | 1995 |
| Tittenmaus                                                  | Die Ärzte früher!                                     | 1989 |
| Tränengas                                                   | 5, 6, 7, 8 – Bullenstaat!                             | 2001 |
| Trick 17 m.S.                                               | Planet Punk                                           | 1995 |
| Tristesse                                                   | Dunkel                                                | 2021 |
| True Romance                                                | Single: True Romance                                  | 2020 |
| ’Tschuldigung Bier                                          | 5, 6, 7, 8 – Bullenstaat!                             | 2001 |
| Tu das nicht                                                | Jazz ist anders                                       | 2007 |
| Tut mir leid                                                | Single: Junge                                         | 2007 |
| Und ich weine                                               | Single: Wegen dir                                     | 1985 |
| Unheilig (Cover)                                            | Single: Ein Song namens Schunder                      | 1995 |
| Unholy                                                      | Single: Ein Song namens Schunder                      | 1995 |
| Unrockbar                                                   | Geräusch                                              | 2003 |
| Uns geht’s prima                                            | Nach uns die Sintflut                                 | 1988 |
| Uwe sitzt im Knast                                          |                                                       |      |
| Verlierer müssen leiden                                     | Seitenhirsch                                          | 2018 |
| Vermissen, Baby                                             | Planet Punk                                           | 1995 |
| Vokuhila Superstar                                          | Le Frisur                                             | 1996 |
| Vollmilch                                                   | Nach uns die Sintflut                                 | 1988 |
| Vorbei ist vorbei                                           | Jazz ist anders                                       | 2007 |
| Wahre Liebe                                                 | Single: Mach die Augen zu                             | 1993 |
| Waldspaziergang mit Folgen                                  | auch                                                  | 2012 |
| Waldspaziergang mit Gott                                    | Single: Waldspaziergang mit Folgen/Sohn der Leere     | 2013 |
| WAMMW                                                       | Geräusch                                              | 2003 |
| WAMMW MESMAAG                                               | Single: Nichts in der Welt                            | 2004 |
| Warrumska                                                   | Single: Hurra                                         | 1995 |
| Warum spricht niemand über Gitarristen?                     | Hell                                                  | 2020 |
| Was hat der Junge doch für Nerven                           | Im Schatten der Ärzte                                 | 1985 |
| Wegen dir                                                   | Im Schatten der Ärzte                                 | 1985 |
| Wenn es Abend wird                                          | Die Bestie in Menschengestalt                         | 1993 |
| Wer verliert, hat schon verloren                            | Hell                                                  | 2020 |
| Westberlin                                                  | 5, 6, 7, 8 – Bullenstaat!                             | 2001 |
| Westerland                                                  | Das ist nicht die ganze Wahrheit …                    | 1988 |
| Widerstand                                                  | 5, 6, 7, 8 – Bullenstaat!                             | 2001 |
| Wie am ersten Tag                                           | Die Ärzte                                             | 1986 |
| Wie du                                                      | Wie du                                                | 1998 |
| Wie ein Kind                                                | Im Schatten der Ärzte                                 | 1985 |
| Wie es geht                                                 | Runter mit den Spendierhosen, Unsichtbarer!           | 2000 |
| Wilde Mädchen                                               | Die Ärzte früher!                                     | 1989 |
| Wilde Welt                                                  | Das ist nicht die ganze Wahrheit …                    | 1988 |
| Will dich zurück                                            | Single: zeiDverschwÄndung                             | 2012 |
| Wir sind die Besten                                         | Jazz ist anders                                       | 2007 |
| Wir sind die Lustigsten                                     | Jazz ist anders                                       | 2007 |
| Wir waren die Besten                                        | Jazz ist anders                                       | 2007 |
| Wir werden schön                                            | Die Ärzte                                             | 1986 |
| Wissen                                                      | Dunkel                                                | 2021 |
| Woodburger                                                  | Hell                                                  | 2020 |
| Worum es geht                                               | Single: Dinge von denen                               | 2003 |
| Wunderbare Welt des Farin U.                                | Single: Goldenes Handwerk                             | 1998 |
| Yoko Ono                                                    | Runter mit den Spendierhosen, Unsichtbarer!           | 2000 |
| You Want To Kiss Me                                         | They’ve Given Me Schrott! - Die Outtakes              | 2019 |
| zeiDverschwÄndung                                           | auch                                                  | 2012 |
| Zitroneneis                                                 | Die Ärzte früher!                                     | 1989 |
| Zu spät                                                     | Debil                                                 | 1984 |
| Zum Bäcker                                                  | Die Ärzte früher!                                     | 1989 |
| Zum letzten Mal                                             | Die Ärzte                                             | 1986 |
| Zusammenfassung                                             | Le Frisur                                             | 1996 |
| Zusamm’fassung (extended 1-13)                              | Single: Mein Baby war beim Frisör                     | 1996 |